# Giampaolo Flavio
Giampaolo o Giovanni Paolo Flavio (Alvito, 1520 circa – Roma o Napoli, 1564 circa) è stato un umanista italiano.
(P. Manuzio, Epistolarum libri decem, 1574)

## Biografia
Studiò all'Università di Napoli, dove in seguito ottenne la cattedra di letteratura, e divenne precettore di Alfonso Carafa, nipote di Paolo IV, che lo avrebbe nominato cavaliere.
Nel 1535 su incarico di Scipione Capece curò l'editio princeps integrale delle Interpretationes Vergilianae di Tiberio Claudio Donato (In libros duodecim Aeneidos quae antea desiderabatur absoluta interpretatio, Impressum Neapoli, per Ioannem Sulzbacchium & Matthiam Cancer, quarto Idus Novembris 1535), su un manoscritto già del Pontano appartenente allo stesso Capece.
Nel 1558 fu incaricato di recitare il discorso, a Roma, per i funerali di Carlo V. Tale orazione, che venne pubblicata con il titolo di Oratio in funere Caroli V imp. aug. Romae habita IV non. martii 1559 (Romae, ex officina Salviana, VII die iulii 1559), lo rese noto al punto che Girolamo Ruscelli, nel 1561, «dovendo proporre a Filippo II uno storico per la casa imperiale, nel fare la rassegna dei più illustri letterati del reame di Napoli, diede il primo posto all'Alvitano».
Nel frattempo Papa Paolo IV, intendendo solennizare a Roma la sottoscrizione della Pace di Cateau-Cambrésis (aprile 1559), diede incarico a Giampaolo Flavio di tenerne il relativo discorso. Egli pubblicò, per l'occasione, la Oratio habita Pauli IV Pont. Max. iussu de pacis inter summos Christianos reges gratulatione (Romae, apud Antonium Bladum, 1559). Poco più tardi, venuto a mancare il predetto pontefice, Flavio ne scrisse e recitò l'orazione funebre, anch'essa - come le precedenti - pubblicata. Del resto, negli ultimi anni di vita l'umanista alvitano, che era sempre rimasto legato alla famiglia Carafa, aveva raccolto materiale per una biografia su Paolo IV, che tuttavia non poté stampare perché sorpreso dalla morte.
Va segnalato che, a partire dalle Memorie storiche del Minieri Riccio, a causa di un'errata interpretazione dell'aggettivo di provenienza Albetanus, ricorrente nei titoli delle orazioni del Flavio, alcuni autori avevano dedotto che l'umanista fosse originario di Albe in Abruzzo, anziché di Alvito. L'errore, tuttavia, è stata corretto nel 1906, in uno specifico saggio dello storico Domenico Santoro, come successivamente più volte confermato.